# Félix Lordereau
Félix Lordereau est un homme politique français né le 26 avril 1835 à Avrolles (Yonne) et décédé le 4 mars 1920 à Saint-Florentin (Yonne).

## Biographie
Médecin, il est conseiller municipal de Saint-Florentin en 1869 et conseiller général en 1889. Il est sénateur de l'Yonne, inscrit au groupe de la Gauche démocratique de 1900 à 1909.

## Sources
- « Félix Lordereau », dans le Dictionnaire des parlementaires français (1889-1940), sous la direction de Jean Jolly, PUF, 1960 [détail de l’édition]